# Wereldkampioenschappen kunstschaatsen 1998
De Wereldkampioenschappen kunstschaatsen is een evenement dat georganiseerd wordt door de Internationale Schaatsunie.
Het WK toernooi van 1998 vond plaats in Minneapolis in de staat Minnesota. Het was de eerste keer dat de Wereldkampioenschappen Kunstschaatsen hier plaatsvonden. Minneapolis was de zesde Amerikaanse gaststad na New York (1930), Colorado Springs (1957, 1959, 1965, 1969 en 1975), Hartford (1981), Cincinnati (1987) en Oakland (1992) waar het WK Kunstschaatsen plaatsvond.
Voor de mannen was het de 88e editie, voor de vrouwen de 78e editie, voor de paren de 76e editie, en voor de ijsdansers de 46e editie.

## Historie
De Duitse en Oostenrijkse schaatsbond, verenigd in de "Deutscher und Österreichischer Eislaufverband", organiseerden zowel het eerste EK Schaatsen voor mannen als het eerste EK Kunstrijden voor mannen in 1891 in Hamburg, Duitsland, nog voor het ISU in 1892 werd opgericht. De internationale schaatsbond nam in 1892 de organisatie van het EK Kunstrijden over. In 1895 werd besloten voortaan de Wereldkampioenschappen kunstschaatsen te organiseren en kwam het EK te vervallen. In 1896 vond de eerste editie voor de mannen plaats. Vanaf 1898 vond toch weer een herstart plaats van het EK Kunstrijden.
In 1906, tien jaar na het eerste WK voor de mannen, werd het eerste WK voor de vrouwen georganiseerd en twee jaar later, in 1908, vond het eerste WK voor de paren plaats. In 1952 werd de vierde discipline, het WK voor de ijsdansers, eraan toegevoegd.
Er werden geen kampioenschappen gehouden tijdens en direct na de Eerste Wereldoorlog (1915-1921) en tijdens en direct na de Tweede Wereldoorlog (1940-1946) en in 1961 vanwege de Sabena vlucht 548 vliegtuigramp op 15 februari op Zaventem waarbij alle passagiers, waaronder de voltallige Amerikaanse delegatie voor het WK kunstrijden op weg naar Praag, om het leven kwamen.

## Deelname
Er namen deelnemers uit 42 landen deel aan deze kampioenschappen. Zij vulden 125 startplaatsen in. Er namen geen deelnemers uit België en Nederland deel.
Het Groothertogdom Luxemburg werd vertegenwoordigd door Patrick Schmit, hij nam voor de derde keer deel bij het mannentoernooi.
(Tussen haakjes het totaal aantal startplaatsen over de disciplines.)
| Rusland (11) Frankrijk (8) Verenigde Staten (8) Canada (7) Oekraïne (7) Duitsland (5) Australië (4) Hongarije (4) Italië (4) | Japan (4) Polen (4) Slowakije (4) China (3) Estland (3) Griekenland (3) Letland (3) Tsjechië (3) Verenigd Koninkrijk (3) | Zwitserland (3) Azerbeidzjan (2) Bulgarije (2) Finland (2) Israël (2) Kazachstan (2) Oezbekistan (2) Oostenrijk (2) | Roemenië (2) Spanje (2) Wit-Rusland (2) Zuid-Korea (2) Armenië (1) Denemarken (1) Georgië (1) Joegoslavië (1) | Kroatië (1) Litouwen (1) Luxemburg (1) Mexico (1) Slovenië (1) Taiwan (1) Zuid-Afrika (1) Zweden (1) |

## Medailleverdeling
Bij de mannen veroverde Alexei Yagudin de wereldtitel, het was zijn tweede medaille, in 1997 werd hij derde. Todd Eldredge op de tweede plaats veroverde zijn vijfde WK medaille, hij werd wereldkampioen in 1996, tweede in 1995 en 1997 en derde in 1991. Debutant Evgeny Plushenko veroverde de bronzen medaille.
Bij de vrouwen veroverde Michelle Kwan na 1996 opnieuw de wereldtitel, het was haar derde WK medaille in 1997 werd tweede. Irina Slutskaya op plaats twee veroverde haar tweede WK medaille, in 1996 werd ze derde. Haar landgenote Maria Butyrskaya op de derde plaats veroverde haar eerste WK medaille.
Bij het paarrijden veroverden Yelena Berezhnaya / Anton Sikharulidze de wereldtitel, het was hun eerste WK medaille. Jenni Meno / Todd Sand op de tweede plaats veroverden als paar hun derde WK medaille, in 1995 en 1996 werden ze erde. In 1991 veroverde Todd Sand ook de derde plaats met zijn toenmalige schaatspartner Natasha Kuchiki. Voor het paar Peggy Schwartz / Mirko Mueller op plaats drie was het ook hun eerste WK medaille.
Bij het ijsdansen veroverden Anjelika Krylova / Oleg Ovsyannikov de wereldtitel, het was hun derde medaille als paar, in 1996 en 1997 werden ze tweede. In 1993 veroverde Krylova met Vladimir Fedorov de derde plaats. Marina Anissina / Gwendal Peizerat op plaats twee stonden voor het eerst op het WK erepodium. Shae-Lynn Bourne / Victor Kraatz eindigden net als in 1996 en 1997 de derde plaats.
| Discipline | Goud ·                                 | Zilver ·                           | Brons ·                          |
| ---------- | -------------------------------------- | ---------------------------------- | -------------------------------- |
| Mannen     | Aleksej Jagoedin                       | Todd Eldredge                      | Jevgeni Ploesjenko               |
| Vrouwen    | Michelle Kwan                          | Irina Sloetskaja                   | Maria Boetyrskaja                |
| Paren      | Yelena Berezhnaya / Anton Sikharulidze | Jenni Meno / Todd Sand             | Peggy Schwartz / Mirko Mueller   |
| IJsdansen  | Anjelika Krylova / Oleg Ovsyannikov    | Marina Anissina / Gwendal Peizerat | Shae-Lynn Bourne / Victor Kraatz |

## Uitslagen

### Mannen / Vrouwen
| Mannen                             | Mannen                   | Mannen                       | Mannen   | Mannen | Mannen | Mannen |
| #                                  | naam                     | land                         | deelname |        |        |        |
| ---------------------------------- | ------------------------ | ---------------------------- | -------- | ------ | ------ | ------ |
| Goud                               | Aleksej Jagoedin         | Vlag van Rusland             | 2        |        |        |        |
| Zilver                             | Todd Eldredge            | Vlag van Verenigde Staten    | 7        |        |        |        |
| Brons                              | Jevgeni Ploesjenko       | Vlag van Rusland             | 1        |        |        |        |
| 4                                  | Viatsjeslav Zahorodnjoek | Vlag van Oekraïne            | 8        |        |        |        |
| 5                                  | Andrejs Vlascenko        | Vlag van Duitsland           | 4        |        |        |        |
| 6                                  | Michael Weiss            | Vlag van Verenigde Staten    | 2        |        |        |        |
| 7                                  | Steven Cousins           | Vlag van Verenigd Koninkrijk | 9        |        |        |        |
| 8                                  | Jeffrey Langdon          | Vlag van Canada              | 2        |        |        |        |
| 9                                  | Jevgeny Plioeta          | Vlag van Oekraïne            | 1        |        |        |        |
| 10                                 | Szabolcs Vidrai          | Vlag van Hongarije           | 4        |        |        |        |
| 11                                 | Takeshi Honda            | Vlag van Japan               | 3        |        |        |        |
| 12                                 | Guo Zhengxin             | Vlag van China               | 3        |        |        |        |
| 13                                 | Michael Tyllesen         | Vlag van Denemarken          | 7        |        |        |        |
| 14                                 | Roman Skorniakov         | Vlag van Oezbekistan         | 2        |        |        |        |
| 15                                 | Michael Shmerkin         | Vlag van Israël              | 6        |        |        |        |
| 16                                 | Laurent Tobel            | Vlag van Frankrijk           | 2        |        |        |        |
| 17                                 | Anthony Liu              | Vlag van Australië           | 2        |        |        |        |
| 18                                 | Margus Hernits           | Vlag van Estland             | 5        |        |        |        |
| 19                                 | Markus Leminen           | Vlag van Finland             | 5        |        |        |        |
| 20                                 | Patrick Meier            | Vlag van Zwitserland         | 4        |        |        |        |
| 21                                 | Ivan Dinev               | Vlag van Bulgarije           | 5        |        |        |        |
| 22                                 | Robert Grzegorczyk       | Vlag van Polen               | 5        |        |        |        |
| 23                                 | Sven Meyer               | Vlag van Duitsland           | 1        |        |        |        |
| 24                                 | Gilberto Viadana         | Vlag van Italië              | 4        |        |        |        |
| Vrije kür niet bereikt             |                          |                              |          |        |        |        |
| 25                                 | Patrick Schmit           | Vlag van Luxemburg           | 3        |        |        |        |
| 26                                 | Yamato Tamura            | Vlag van Japan               | 1        |        |        |        |
| 27                                 | Sergei Telenkov          | Vlag van Letland             | 1        |        |        |        |
| 28                                 | Vachtang Moervanidze     | Vlag van Georgië             | 2        |        |        |        |
| 29                                 | Emanuel Sandhu           | Vlag van Canada              | 1        |        |        |        |
| 30                                 | Lee Kyu-hyun             | Vlag van Zuid-Korea          | 3        |        |        |        |
| Niet gekwalificeerd voor korte kür |                          |                              |          |        |        |        |
| 31                                 | Gheorghe Chiper          | Vlag van Roemenië            | 1        |        |        |        |
| 32                                 | David Liu                | Vlag van Taiwan              | 9        |        |        |        |
| 33                                 | Panagiotis Markouizos    | Vlag van Griekenland         | 1        |        |        |        |
| 34                                 | Ricardo Olavarrieta      | Vlag van Mexico              | 6        |        |        |        |
| 35                                 | Daniel Peinado           | Vlag van Spanje              | 1        |        |        |        |
| 36                                 | Juraj Sviatko            | Vlag van Slowakije           | 1        |        |        |        |

| Vrouwen                            | Vrouwen                | Vrouwen                   | Vrouwen  | Vrouwen | Vrouwen | Vrouwen |
| #                                  | naam                   | land                      | deelname |         |         |         |
| ---------------------------------- | ---------------------- | ------------------------- | -------- | ------- | ------- | ------- |
| Goud                               | Michelle Kwan          | Vlag van Verenigde Staten | 5        |         |         |         |
| Zilver                             | Irina Sloetskaja       | Vlag van Rusland          | 4        |         |         |         |
| Brons                              | Maria Boetyrskaja      | Vlag van Rusland          | 4        |         |         |         |
| 4                                  | Laetitia Hubert        | Vlag van Frankrijk        | 7        |         |         |         |
| 5                                  | Anna Rechnio           | Vlag van Polen            | 3        |         |         |         |
| 6                                  | Tonia Kwiatkowski      | Vlag van Verenigde Staten | 3        |         |         |         |
| 7                                  | Elena Liasjenko        | Vlag van Oekraïne         | 4        |         |         |         |
| 8                                  | Jelena Sokolova        | Vlag van Rusland          | 1        |         |         |         |
| 9                                  | Tanja Szewczenko       | Vlag van Duitsland        | 5        |         |         |         |
| 10                                 | Diana Poth             | Vlag van Hongarije        | 1        |         |         |         |
| 11                                 | Joelija Vorobjova      | Vlag van Azerbeidzjan     | 6        |         |         |         |
| 12                                 | Joelia Lavrentsjoek    | Vlag van Oekraïne         | 4        |         |         |         |
| 13                                 | Joanne Carter          | Vlag van Australië        | 2        |         |         |         |
| 14                                 | Tatiana Malinina       | Vlag van Oezbekistan      | 6        |         |         |         |
| 15                                 | Lenka Kulovana         | Vlag van Tsjechië         | 6        |         |         |         |
| 16                                 | Vanessa Gusmeroli      | Vlag van Frankrijk        | 3        |         |         |         |
| 17                                 | Marie-Pierre Leray     | Vlag van Frankrijk        | 4        |         |         |         |
| 18                                 | Silvia Fontana         | Vlag van Italië           | 3        |         |         |         |
| 19                                 | Júlia Sebestyén        | Vlag van Hongarije        | 1        |         |         |         |
| 20                                 | Angela Derochie        | Vlag van Canada           | 1        |         |         |         |
| 21                                 | Zuzana Paurova         | Vlag van Slowakije        | 2        |         |         |         |
| 22                                 | Shizuka Arakawa        | Vlag van Japan            | 1        |         |         |         |
| 23                                 | Lucinda Ruh            | Vlag van Zwitserland      | 4        |         |         |         |
| 24                                 | Mojca Kopac            | Vlag van Slovenië         | 6        |         |         |         |
| Vrije kür niet bereikt             |                        |                           |          |         |         |         |
| 25                                 | Alisa Drei             | Vlag van Finland          | 2        |         |         |         |
| 26                                 | Anna Wenzel            | Vlag van Oostenrijk       | 1        |         |         |         |
| 27                                 | Anna Lundström         | Vlag van Zweden           | 1        |         |         |         |
| 28                                 | Marta Andrade          | Vlag van Spanje           | 7        |         |         |         |
| 29                                 | Choi Hyung-kyung       | Vlag van Zuid-Korea       | 2        |         |         |         |
| 30                                 | Du Yankun              | Vlag van China            | 2        |         |         |         |
| Niet gekwalificeerd voor korte kür |                        |                           |          |         |         |         |
| 31                                 | Ivana Jakupcevic       | Vlag van Kroatië          | 4        |         |         |         |
| 32                                 | Shirene Human          | Vlag van Zuid-Afrika      | 3        |         |         |         |
| 33                                 | Lauryna Slavinskaite   | Vlag van Wit-Rusland      | 2        |         |         |         |
| 34                                 | Anna Chatziathanassiou | Vlag van Griekenland      | 1        |         |         |         |
| 35                                 | Olga Vassiljeva        | Vlag van Estland          | 4        |         |         |         |
| 36                                 | Valeria Trifancova     | Vlag van Letland          | 2        |         |         |         |
| 37                                 | Helena Pajovic         | Vlag van Joegoslavië      | 1        |         |         |         |
| 38                                 | Roxana Luca            | Vlag van Roemenië         | 1        |         |         |         |

### Paren / IJsdansen
| Goud   | Elena Berezhnaya Anton Sikharulidze   | Vlag van Rusland             | 5 / 4 |        |
| Zilver | Jenni Meno Todd Sand                  | Vlag van Verenigde Staten    | 8 / 9 |        |
| Brons  | Peggy Schwarz Mirko Mueller           | Vlag van Duitsland           | 8 / 3 |        |
| 4      | Shen Xue Zhao Hongbo                  | Vlag van China               | 4     |        |
| 5      | Dorota Zagórska Mariusz Siudek        | Vlag van Polen               | 4 / 6 |        |
| 6      | Marina Eltsova Andrei Bushkov         | Vlag van Rusland             | 6     |        |
| 7      | Kristy Sargeant Kris Wirtz            | Vlag van Canada              | 4 / 5 |        |
| 8      | Sarah Abitbol Stephane Bernadis       | Vlag van Frankrijk           | 5     |        |
| 9      | Marie-Claude Savard-Gagnon Luc Bradet | Vlag van Canada              | 2     |        |
| 10     | Shelby Lyons Brian Wells              | Vlag van Verenigde Staten    | 2     |        |
| 11     | Marina Khalturina Andrei Krukov       | Vlag van Kazachstan          | 5     |        |
| 12     | Evgenia Filonenko Igor Martsjenko     | Vlag van Oekraïne            | 1     |        |
| 13     | Marsha Poluiashenko Andrew Seabrook   | Vlag van Verenigd Koninkrijk | 1     |        |
| 14     | Katerina Berankova Otto Dlabola       | Vlag van Tsjechië            | 3     |        |
| 15     | Danielle McGrath-Carr Stephen Carr    | Vlag van Australië           | 14    |        |
| 16     | Elaine Asanakis Alcuin Schulten       | Vlag van Griekenland         | 5 / 2 |        |
| 17     | Inga Rodionova Alexander Anichenko    | Vlag van Azerbeidzjan        | 1     |        |
| 18     | Olga Bestandigova Jozef Bestandig     | Vlag van Slowakije           | 1     |        |
| 19     | Jelena Sirokhvatova Juri Salmonov     | Vlag van Letland             | 2     |        |
| 20     | Jekaterina Nekrassova Valdis Mintals  | Vlag van Estland             | 3     |        |
| -      | Oksana Kazakova Artur Dmitriev        | Vlag van Rusland             | 3 / 6 | t.z.t. |

| IJsdansen              | IJsdansen                               | IJsdansen                    | IJsdansen | IJsdansen | IJsdansen | IJsdansen |
| #                      | naam                                    | land                         | deelname  |           |           |           |
| ---------------------- | --------------------------------------- | ---------------------------- | --------- | --------- | --------- | --------- |
| Goud                   | Angelika Krylova Oleg Ovsiannikov       | Vlag van Rusland             | 6 / 4     |           |           |           |
| Zilver                 | Marina Anissina Gwendal Peizerat        | Vlag van Frankrijk           | 5         |           |           |           |
| Brons                  | Shae-Lynn Bourne Victor Kraatz          | Vlag van Canada              | 6         |           |           |           |
| 4                      | Irina Lobecheva Ilia Averbukh           | Vlag van Rusland             | 5         |           |           |           |
| 5                      | Barbara Fusar-Poli Maurizio Margaglio   | Vlag van Italië              | 5 / 3     |           |           |           |
| 6                      | Elizabeth Punsalan Jerod Swallow        | Vlag van Verenigde Staten    | 5         |           |           |           |
| 7                      | Irina Romanova Igor Jarosjenko          | Vlag van Oekraïne            | 6         |           |           |           |
| 8                      | Margarita Drobiazko Povilas Vanagas     | Vlag van Litouwen            | 7         |           |           |           |
| 9                      | Kati Winkler Rene Lohse                 | Vlag van Duitsland           | 4         |           |           |           |
| 10                     | Tatjana Navka Nikolai Morozov           | Vlag van Wit-Rusland         | 5 / 3     |           |           |           |
| 11                     | Sylwia Nowak Sebastian Kolasiński       | Vlag van Polen               | 5         |           |           |           |
| 12                     | Katerina Mrazova Martin Simecek         | Vlag van Tsjechië            | 8 / 9     |           |           |           |
| 13                     | Olena Hroesjyna Roeslan Hontsjarov      | Vlag van Oekraïne            | 4         |           |           |           |
| 14                     | Galit Chait Sergei Sakhnovski           | Vlag van Israël              | 4 / 3     |           |           |           |
| 15                     | Anna Semenovich Vladimir Fedorov        | Vlag van Rusland             | 1 / 3     |           |           |           |
| 16                     | Diane Gerencser Pasquale Camerlengo     | Vlag van Italië              | 7         |           |           |           |
| 17                     | Albena Denkova Maksim Staviski          | Vlag van Bulgarije           | 6 / 2     |           |           |           |
| 18                     | Isabelle Delobel Olivier Schoenfelder   | Vlag van Frankrijk           | 1         |           |           |           |
| 19                     | Chantal Lefebvre Michael Brunet         | Vlag van Canada              | 3 / 4     |           |           |           |
| 20                     | Zuzana Merzova Tomas Morbacher          | Vlag van Slowakije           | 1         |           |           |           |
| 21                     | Angelika Fuhring Bruno Ellinger         | Vlag van Oostenrijk          | 4 / 2     |           |           |           |
| 22                     | Elizaveta Stekolnikova Dmitri Kazarliga | Vlag van Kazachstan          | 6         |           |           |           |
| 23                     | Charlotte Clements Gary Shortland       | Vlag van Verenigd Koninkrijk | 1         |           |           |           |
| 24                     | Dominique Deniaud Martial Jeffredo      | Vlag van Frankrijk           | 1         |           |           |           |
| Vrije kür niet bereikt |                                         |                              |           |           |           |           |
| 25                     | Jessica Joseph Charles Butler           | Vlag van Verenigde Staten    | 1         |           |           |           |
| 26                     | Eliane Hugentobler Daniel Hugentobler   | Vlag van Zwitserland         | 1         |           |           |           |
| 27                     | Xenia Smetanenko Samuel Gezolian        | Vlag van Armenië             | 1 / 4     |           |           |           |
| 28                     | Aya Kawai Hiroshi Yanaka                | Vlag van Japan               | 2 / 3     |           |           |           |
| 29                     | Kornelia Barany Andras Rosnik           | Vlag van Hongarije           | 2 / 1     |           |           |           |
| 30                     | Margarita Fourer Timothy Heinecke       | Vlag van Australië           | 1         |           |           |           |